# Josh Dun
Pour les articles homonymes, voir Dun.
Joshua William Dun, né le 18 juin 1988 à Columbus dans l'Ohio, est un musicien et compositeur américain.
Il est le percussionniste du groupe américain Twenty One Pilots.

## Biographie
Josh est né à Columbus dans l'Ohio, tout comme ses deux sœurs (Ashley et Abigail) et son frère (Jordan). Il a appris la batterie de manière autodidacte quand il était jeune, et a travaillé au « Guitar Center » pendant 3 ans. Il a aussi travaillé avec l'ancien batteur de Twenty One Pilots, Chris Salih,.

## Carrière

### House of Heroes
Josh a rejoint House of Heroes en mars 2010, après que l'ancien batteur, Colin Rigsby, ait fait une pause pour passer plus de temps avec sa famille. Il est rentré dans le groupe après avoir été recommandé par Rigsby lui-même.
Josh a participé à la tournée de House of Heroes jusqu'en octobre, date où Rigsby est venu reprendre sa place.

### Twenty One Pilots
En 2011, Josh s'est rendu à une performance de Twenty One Pilots sur invitation de l'ancien batteur, Chris Salih, après avoir écouté le CD original de la demo du groupe. Il était impressionné par la prestation du trio. Il a finalement rencontré le meneur et chanteur du groupe, Tyler Joseph, après la performance, et quelques jours après, ils ont commencé à passer du temps ensemble et à construire une amitié,.
Plus tard dans l'année, Nick Thomas et Salih ont successivement quitté le groupe à cause d'emplois du temps chargés. Un soir, Tyler s'est retrouvé seul pour jouer et a donc appelé Josh qui a quitté son travail pour le rejoindre. Ils ont joué une chanson avant que des policiers annulent finalement le concert. Après cette soirée Josh est devenu le batteur du groupe. Le duo a ensuite réalisé le second album du groupe, Regional at Best, le 8 juillet 2011, et a signé avec Atlantic Records, filiale du label Fueled by Ramen en avril 2012.
Le troisième album de Twenty One Pilots, Vessel, est sorti le 8 janvier 2013. Le quatrième, Blurryface, est sorti le 17 mai 2015. Le cinquième , Trench, est sorti le 5 octobre 2018. Le sixième, Scaled and Icy, est sorti le 21 mai 2021. Le septième, enfin, Clancy, est sorti le 24 mai 2024.

## Vie personnelle
Josh est chrétien,. Il est en couple avec l'actrice et chanteuse Debby Ryan depuis mai 2013. Le 24 décembre 2018, ils annoncent leurs fiançailles sur Instagram,. C'est le 21 mai 2020 qu'ils annoncent s'être mariés le 31 décembre 2019, après avoir préparé leur mariage en seulement 28 jours
Josh a un arbre tatoué sur son bras droit, qui représente ses croyances. Toutefois, il préfère ne dire à personne la signification complète et ne désire pas qu'elle soit communiquée sur internet.
Josh et Tyler Joseph ont tous deux, un "X" tatoué sur leurs corps pour symboliser la consécration de leurs fans de leur ville natale de Colombus,. Celui de Josh est situé derrière son oreille droite et celui de Tyler sur son biceps droit[pertinence contestée].
Josh est un descendant de Edwin Dun, le cow-boy américain qui eut une influence significative sur les politiques agricoles d'Hokkaido[réf. nécessaire].